# Irnerius
Irnerius (Bologne v. 1050 - Bologne, v. 1130) probablement d'origine germanique, il fut un jurisconsulte et un professeur de droit italien de la fin du XIe et du début du XIIe siècle. 

## Biographie
Selon Odofrède, Irnerius fut d'abord maître dans une école d'arts libéraux (probablement maître de rhétorique) à Bologne et peut-être à Ravenne ; il le qualifie aussi de « logicien » (logicus). Il se serait mis à l'enseignement du droit romain à l'instigation de la comtesse Mathilde de Toscane. Après une brève période d'enseignement à Rome, il aurait fondé une école de droit romain à Bologne vers 1085. Il était considéré comme le second précurseur de l'Université de Bologne après Pépon, mais conserva une renommée bien plus grande que celui-ci. Selon Azon, c'était dû au fait que Pépon n'avait transmis aucun ouvrage écrit. C'est Irnerius qui établit à Bologne l'enseignement du droit qui auparavant était plutôt donné à Ravenne et Pavie.
Après la mort du pape Pascal II (1118), il défendit la légitimité de l'antipape Grégoire VIII, imposé par l'empereur Henri V, et semble à cette époque avoir occupé un office au service du souverain ; ce soutien lui valut d'être excommunié.  
Irnerius fut dans l'histoire de l'enseignement du droit le premier « glossateur » médiéval. Après la redécouverte, dans les années 1070, des textes du Corpus juris civilis de l'empereur Justinien, le travail, de nature philologique, consista à établir une édition critique et commentée de ces textes, avec des « gloses » interlinéaires élucidant les mots. Ce travail savant se poursuivit historiquement à Bologne jusqu'au milieu du XIIIe siècle, couronné par la Grande Glose d'Accurse, le dernier des « glossateurs ». Selon la tradition, les disciples directs d'Irnerius furent les « quatre docteurs » de Bologne du milieu du XIIe siècle (Bulgarus, Martinus Gosia, Jacobus de Boragine, Hugo de Porta Ravennate), conseillers de l'empereur Frédéric Barberousse, mais il n'est pas certain que tous les quatre aient vraiment suivi les leçons du fondateur.  
Sa Summa codicis est la plus ancienne somme conservée sur le Code de Justinien. D'autres ouvrages lui ont été attribués de façon plus ou moins douteuse : les Authenticæ (épitomé de 97 novelles de Justinien), les Quæstiones de juris subtilitatibus. Un Formularium tabellionum est perdu.